# Imperia Online JSC
Imperia Online JSC est un studio de production de jeux vidéo établi par Moni Dochev et Dobroslav Dimitrov,.
Basée à Sofia, Bulgarie, l'entreprise se concentre essentiellement sur la production des jeux basés sur un navigateur avec leur titre principal Imperia Online, mais elle commence à développer également des jeux mobiles,.
Le 21 septembre 2018, Imperia Online a été intégrée au groupe Stillfront – un groupe de créateurs, éditeurs et distributeurs indépendants de jeux digitaux. Stillfront travaille en étroite collaboration avec onze studios semi-autonomes : Imperia Online en Bulgarie, Bytro Labs, OFM Studios, Goodgame Studios et Playa Games en Allemagne, Coldwood Interactive en Suède, Power Challenge au Royaume-Uni et en Suède, Dorado Online Games à Malte, Simultronics aux États-Unis, Babil Games aux Émirats arabes unis et en Jordanie, et eRepublik en Irlande et Roumanie. Les jeux de Stillfront sont distribués globalement. Les principaux marchés sont l'Allemagne, les États-Unis, la France, le Royaume-Uni et les pays de la région MENA.
En janvier 2019, l'entreprise compte plus de 25 jeux dans son portefeuille et plusieurs autres en développement. Imperia Online JSC développe des jeux pour les navigateurs web, iOS, Android, Windows Phone, Steam et pour les réseaux sociaux tels que Facebook, Odnoklassniki et Vkontakte.

## Histoire
Imperia Online JSC a été officiellement fondée en septembre 2009, mais l'idée a été née avec la naissance de son projet principal – le jeu massivement multi-joueur Imperia Online en 2005. Les fondateurs  – Dobroslav Dimitrov, concepteur du jeu, et Moni Dochev, développeur indépendant – ont effectué une recherche détaillée lors de l'élaboration du gameplay, les mécaniques et le développement du produit principal de la société.
En janvier 2005 l’idée est devenue un concept. Le 23 août, l'ère 1 du Royaume 1 de Imperia Online est mise en ligne et l’histoire commence.
En 2006, l'équipe présente 2 mondes tout nouveaux de la nouvelle version de Imperia Online qui sont officiellement mis en ligne. Le jeu est traduit en 12 langues grâce aux efforts des traducteurs indépendants. La même année débute également le premier tournoi de son genre – Invasions Nomades.
En 2007, Imperia Online JSC publie Galactic Imperia – un nouveau projet basé sur web avec un contexte militaire moderne.
En mars 2008, après une année complète d’une conceptualisation de la mécanique, l'entreprise a lancé Global Wars.
Imperia Online JSC a publié en 2009 son premier jeu de rôle – Imperial Hero. Le RPG a été lancé après une année de développement conceptuel et technique. Aussi en 2009, Ludo a été publié sur iOS et Facebook – le jeu de société classique est maintenant disponible pour des milliers de joueurs en ligne.
L'année suivante – en 2010 - Imperia Online JSC a publié Online Artillery. C'est un jeu de tir au canon au tour par tour.
En 2011 un nouveau tournoi a été introduit – la Coupe du monde de Imperia Online. L'équipe nationale de Bulgarie a remporté la première place.
En 2012, la deuxième édition de la Coupe du monde a eu lieu – la première place a été de nouveau occupée par la Bulgarie. De plus, la stratégie médiévale a fait sa première sortie officielle sur l’Apple App Store. La même année Imperia Online JSC a été parmi les exposants à On!Fest.
La troisième édition de la Coupe du monde qui aura lieu en 2013 a été remportée par l'équipe nationale de la Croatie. À ce moment-là plus de 100 professionnels travaillent dans l'entreprise et la première école de son genre pour des développeurs – Imperia Training Camp – a été fondé. Tout au long de l'année Imperia Online a continué son développement – le jeu a été publié pour iOS et sur le plus grand réseau social russe – Odnoklassniki. Le jeu est également devenu disponible pour les utilisateurs d'Android. Plus tard cette année-là, la version la plus récente et actuelle de Imperia Online a été lancée – version 6, appelée Les Grands gens, qui propose une nouvelle identité graphique et un gameplay plus riche et diversifié. Imperia Online JSC était parmi les exposants à Gamescom, Dubai World Game Expo et On!Fest. La même année l’entreprise a financé Sofia Game Jam, Intergame Tallinn et le #archHackaton, ainsi que l’équipe bulgare de Boogie Woogie Dance pour sa participation au championnat du monde à Moscou, Russie.
En 2014, Imperia Online : Les Grands Gens a été lancé pour Android, Windows Phone et Facebook. Microsoft a sélectionné Imperia Online pour sa section Featured sur Windows store. Au cours du second semestre de l'année, Imperia Online a publié quelques jeux mobiles, à commencer par Mad Moles et Online Artillery 2 en août – tous les deux sur iOS et Facebook. Plus tard en 2014, Mad Moles a été lancé également sur Android. En octobre 2014 l'entreprise a introduit Rocket Chameleon sur iOS et plus tard sur Android. En novembre 2014 Imperia Online a lancé Egg Tales sur iOS – le jeu atteint rapidement le sommet de l'App Store bulgare en catégorie Gratuit. Entre-temps, de la mi-octobre à la fin du mois de novembre 2014, la quatrième Coupe du monde Imperia Online a eu lieu. Cette fois la première place a été remporté par le Brésil. Imperia Online JSC a parrainé HackFMI, l’expédition de kayak en mer Noire, et a été également l'un des sponsors de Launchub. Cette année-là, Imperia Online JSC faisait partie des exposants à la Gamescom et à Intergame Tallinn, où Dobroslav Dimitrov avait pris la parole en tant que conférencier pour donner une conférence sur le thème «Winning the War for Software Engineering Talent». Imperia Online JSC est membre des associations BAIT (Association bulgare des technologies de l’information) et BASSCOM (Association bulgare des technologies du logiciel).
En 2015 Imperia Online JSC a lancé quelques titres y compris le jeu de rôle Imperial Hero II – la nouvelle version de Imperial Hero, disponible sur Android, Facebook et web. Entre-temps, Imperia Online a été publié sur Windows Phone par Game Troopers et est devenu un titre mobile Xbox présenté par Microsoft. En janvier 2015, Imperia Online JSC a lancé la stratégie médiévale Seasons of War sur Android et ensuite sur iOS. Au cours du même mois, Jolly Join et Golem Wars ont été publiés sur iOS. Le mois suivant, Robo Risk et Cluster Six ont été lancés sur iOS et EggTales a été publié sur Android. En juin Imperia Online JSC a publié Ishi sur Android. Deux mois plus tard l'entreprise a été parmi les exposants à Gamescom. En octobre, Imperia Online JSC a lancé FlapOTron 3D sur iOS et Ludo Blitz – la nouvelle version du Ludo – sur iOS, Android et Facebook. Au cours du même mois, le directeur des opérations de l'entreprise, Cvetan Rusimov a visité Game Connection Paris où il a été parmi les lecteurs. Le mois suivant, Online Artilery 2.0 a été lancé sur Android et sur iPhone 6S. En Décembre 2015, Ishi GO a été lancé sur iOS. À la fin de l'année, Imperia Online JSC a établi un partenariat avec VKontakte, donc la version de Imperia Online pour Android et iOS a été intégré à la section de jeu de la plateforme VK.
L'année 2016 a débuté avec une exposition à Casual Connect Amsterdam et une nomination pour l'un des jeux publiés par l'entreprise - Online Artilery 2. En avril Imperia Online a été lancé sur Steam. Au cours du même mois, Dobroslav Dimitrov, l'un des cofondateurs de Imperia Online a participé à Webit 2016 à une discussion appelée Introduction to Endeavor and lessons learned from leveraging global, local or no capital. En mai, Imperia Online JSC a introduit le jeu Viber Emperors sur Android et iOS. Le jeu est traduit en trente langues et a son propre pack d’autocollants. L'autre cofondateur – Moni Dochev – a participé au jury des E-volution Awards par Forbes. De nouveau en mai, ils ont lancé Ludo Blitz sur Windows store. Pendant l'été, Cvetan Rusimov (le directeur des opérations de Imperia Online JSC) a participé à la conférence Pocket Gamer Connects à Helsinki et à Vancouver, Mobile Game Asia et Israel Mobile Summit 2016. De plus, l'entreprise a été présenté à l'Electronic Entertainment Expo à Los Angeles. En novembre, Cvetan Rusimov était lecteur à Game Connection à Paris pour la deuxième année consécutive. Entre-temps, la sixième édition de la Coupe du monde a été remporté par la Pologne.
En janvier 2017, Cvetan Rusimov a fréquenté International Mobile Gaming Awards (IMGA) en Chine où il était membre du jury,. Immédiatement après cet évènement, il a fréquenté Mobile Games Forum en Royaume-Uni où il était parmi les lecteurs. Au cours du mois suivant le directeur des opérations de l’entreprise a participé à la 4e programme GameFounders à Kuala Lumpur (Malaisie) où il était parmi les trois mentors. Au cours du même mois, Imperia Online est devenu le premier jeu basé sur web à intégrer ClanPlay – une application sociale qui permet une meilleure communication entre les membres d’alliances dans le jeu. Entre-temps, l'équipe a fréquenté Casual Connect à Berlin. En mars, ils établissent un partenariat avec Play 3arabi – un éditeur des jeux mobiles axé sur la régione MENA[Quoi ?] – par l'introduction du jeu Kingdoms Online – une version mobile de Imperia Online, adaptée pour les joueurs qui parlent la langue Arabe dans la région MENA. Au cours du même mois, Cvetan Rusimov a été parmi les lecteurs à Global Mobile Game Confederation (GMGC) à Pékin. Plus tard il a fréquenté une autre conférence à Dubaï, appelée Digital Games Conference (DGC) où il était l'un des lecteurs. À la fin de mars 2017, Imperia Online JSC en partenariat avec Huawei Company a lancé le jeu Imperia Online sur HiGame – la plateforme de Huawei pour les jeux mobiles. En avril, Cvetan Rusimov était un lecteur à Reboot Develop 2017. Il a également parlé en République tchèque au cours du même mois. Il a participé également à Casual Connect Asia. Entre-temps, l'entreprise a rejoint les 25 compagnies les plus profitables dans l'industrie informatique en Bulgarie selon l'étude de cas du magazine Capital. La directrice du marketing de Imperia Online JSC, Mariela Tzvetanova, a été l'un des conférenciers principaux du Mobil Summit en Israël avec sa présentation Beauty and the Beast of Brand Diversification. À la fin juin 2017, Cvetan Rusimov a présenté Why US games can't copy their own success in China – and how to fix this pendant Pocket Gamer Connects qui a eu lieu à San Francisco. Entre-temps, Mariela Tzvetanova a participé à Game Development Summit (GDS) en présentant Beauty and the Beast of Brand Diversification. Le jeu Game of Emperors a été lancé sur Steam. Plus tard, en août, Cvetan Rusimov a parlé à Game Scope et était parmi les conférenciers principaux à Devcom à Cologne. Au début de septembre, Cvetan Rusimov était de nouveau l'un de conférenciers à Dev. Play Conference. Pendant ce temps, la directrice du marketing, Mariela Tzvetanova a été l'un des parleurs[style à revoir] à Pocket Gamer Connects à Helsinki avec sa présentation Top 10 Tips – How to Work With MENA Influencers. En octobre, comme l'un des partenaires privilégiés de Huawei Mobile, la compagnie a été invitée à l'annonce officiel de HiApp Europe à Berlin. Juste après cela, Cvetan Rusimov et Mariela Tzvetanova ont parlé à Game Connection à Paris. Cvetan Rusimov a été de nouveau membre du jury à IMGA Chine vers la fin de l’année. Un peu après cela, le jeu Game of Emperors a été lancé sur Windows.
En Janvier 2018, Cvetan Rusimov a été parmi les arbitres d'Indie Prize à Casual Connect America. Au cours de même mois, la directrice du marketing, Mariela Tzvetanova, a donné une conférence sur le sujet Social Media Manager vs. Community Manager: What’s the Difference à Pocket Gamer Connects à Londres. Après cela, en février 2018, le directeur général, Dobroslav Dimitrov et le directeur des opérations, Cvetan Rusimov, ont visité Mobile Games Forum à Londres. En mars, ils ont visité le forum GDC et Game Connection à San Francisco. Après cela, Mariela Tzvetanova et Anya Shopova ont visité la conférence SheLeader qui a eu lieu à Sofia. À la fin du mois, Cvetan Rusimov a visité Digital Games Conference à Dubaï. En mai 2018, Cvetan Rusimov a été parmi les conférenciers à Nordic Game. Après cela, il a été accompagné par l'équipe de marketing et BizDev à Londres où ils ont visité Casual Connect. Le jeu Game of Emperors a été nommé pour Indie Prix. À l'époque, Imperia Online est déjà disponible sur Samsung Galaxy App Store et sur MI App Store India. En juin 2018, Dobroslav Dimitrov, a été annoncé comme le président de BASSCOM. En août, la compagnie a été présentée à Gamescom par son C-level et l'équipe de Marketing & BizDev. À la fin du mois de septembre, le directeur général, Dobroslav Dimitrov, a été parmi les conférenciers à Game Dev Summit qui a eu lieu à Sofia. Entre-temps, Cvetan Rusimov a parlé à Mobile Growth Summit. En octobre, l'équipe de marketing et BizDev a visité Casual Connect en Serbie où le jeu Game of Emperors a été nommé pour Indie Prix et le directeur général opérationnel a été parmi les présentateurs. Entre-temps, la compagnie a lancé son nouveau programme de publicités pour jeux. Au cours du même mois, Imperia Online JSC a participé à Sofia Games Night après Dev. Play Conference où Cvetan Rusimov a été parmi les conférenciers pour la deuxième année consécutive. Une semaine après cela, il a participé à la conférence White Nights à Moscou. Et après, il a visité Paris avec l'un des membres de l'équipe de marketing de l'entreprise pour être conférencier à Game Connection. En octobre, Cvetan Rusimov a participé à Huawei Eco-Connect à Rome. Entre-temps, à la fin du même mois, débute la 8e édition de la Coupe du monde, remportée par l'équipe des États-Unis. Avant la fin de l’année, Imperia Online a été lancé sur KakaoTalk et One Store en Corée.
En Janvier 2019, le directeur des opérations, Cvetan Rusimov, et Mario Vasilev ont visité PGC à Londres. Pendant cet événement, Mario Vasilev a participé au panel Managing Your Community Across Platforms.

## Chiffres
- En Janvier 2019 Imperia Online JSC compte plus de 40 millions utilisateurs enregistrés dans le produit principal de l’entreprise – Imperia Online.
- L'entreprise et ses jeux comptent près de 650 000 fans sur leurs pages Facebook.
- Le chiffre d'affaires annuel de Imperia Online JSC pour 2017 est 5,3 millions d'euros.
- Le chiffre d'affaires pour la période 2012-2017 est 33,2 millions d’euros. Depuis 2018 Imperia Online JSC fait partie du groupe Stillfront.
- L'entreprise réside actuellement sur 1 200 mètres carrés d'espace dans le bâtiment administratif le plus luxueux en Bulgarie - Infinity Tower[30].
- En Janvier 2018 Imperia Online JSC compte plus de 55 employés.
- Imperia Online JSC et ses produits sont populaires dans plus de 194 pays.

## Jeux
| Title             | Year | Platform(s)                                                 | Genre                     | Description |
| ----------------- | ---- | ----------------------------------------------------------- | ------------------------- | --- |
| Imperia Online    | 2005 | Navigateur, Steam, iOS, Android, Windows Phone              | MMORTS                    | Jeu de stratégie qui se déroule à l’époque médiévale; le joueur développe son empire par des constructions, recherches et batailles.                                                                                          |
| Galactic Imperia  | 2007 | Navigateur, Android                                         | MMORTS                    | Le joueur prend le contrôle d’un commandant d’une planète offrant de nombreuses ressources ; il doit les utiliser pour créer une armade de vaisseaux spatiaux et détruire l’opposition.                                       |
| Global Wars       | 2008 | Navigateur                                                  | MMORTS                    | Un univers parallèle dans lequel vous avez des systèmes et technologies économiques et politiques modernes pour développer votre état et conquérir d’autres.                                                                  |
| Imperial Hero     | 2009 | Navigateur, Android                                         | MMORPG                    | Un jeu multiplate-forme dont l’action se déroule dans l’empire de Ayarr qui attend tous les héros éminents qui veulent obtenir de la gloire, immortalité et devenir des légendes.                                             |
| Ludo              | 2009 | iOS, NavigateurNavigateur                                   | Turn-based Board Game     | Un jeu de société pour 2-4 gens; un des jeux les plus joués du monde. Un jeu de famille. |
| Online Artilery   | 2010 | iOS                                                         | Turn-based cannon shooter | Une reprise du jeu classique. |
| Mad Moles         | 2014 | iOS, Android, NavigateurNavigateur                          | Jeu d'arcade              | Un jeu basé sur le concept classique de “whack-a-mole”. |
| Online Artilery 2 | 2014 | iOS, Android, NavigateurNavigateur                          | Turn-based cannon shooter | La version améliorée du jeu Online Artillery publié en 2010. |
| Rocket Chameleon  | 2014 | iOS, Android                                                | Jeu d'arcade              | Un mélange divertissant d'une correspondance des couleurs et coureur interminable. |
| Egg Tales         | 2014 | iOS, Android                                                | Arcade, Jumper            | Un jeu qui représente les aventures d'un œuf qui se trouve dans une caverne terrifiante. |
| Ishi              | 2015 | Android                                                     | Jeu d'arcade              | Un jeu d’arcade dans lequel le joueur prend le contrôle d'une créature de pierre appelée Ishi et doit lui naviguer autour des cavernes sombres pendant qu’elle collecte des pierres précieux et vaincre des ennemis méchants. |
| Seasons of War    | 2015 | iOS, Android                                                | TBS                       | Le joueur devient un gouverneur qui développe sagement sa ville. |
| Ludo Blitz        | 2015 | iOS, Android, Facebook, Windows store, NavigateurNavigateur | Turn-based Board Game     | Une version améliorée du jeu Ludo publié en 2009. |
| Golem Wars        | 2015 | iOS                                                         | TBS                       | Un jeu de stratégie qui permet au joueur de devenir le Maître de l’armée de golem. |
| Jolly Join        | 2015 | iOS                                                         | Puzzle game               | Un jeu de type puzzler avec des règles simples. |
| Cluster Six       | 2015 | iOS, Apple TV                                               | Side-scroller game        | Un jeu de type side-scroller qui envoie le joueur dans la future. |
| Robo Risk         | 2015 | iOS                                                         | Climbing simulator        | Simulateur d’escalade avec une génération des niveaux aléatoire et un gameplay sans fin. |
| YoHoHo            | 2015 | iOS                                                         | Jeu d'arcade              | Il faut maintenir capitaine Flyn à flot pendant qu’il traverse la mer. |
| FlapOTron         | 2015 | iOS                                                         | Jeu d'arcade              | Les joueurs doivent éviter de toucher les tours en utilisant 3D Touch pour contrôler l’électron. |
| Ishi GO           | 2015 | iOS                                                         | Jeu d'arcade              | Un autre jeu addictif dans lequel le joueur doit se faufiler entre les rochers en utilisant 3D Touch control. |
| Imperial Hero II  | 2015 | Navigateur, Android, Facebook                               | MMORPG                    | La version améliorée du jeu Imperial Hero publié en 2009. |
| Game of Emperors  | 2016 | Navigateur, Steam, Facebook, Windows Store                  | MMORTS                    | Les joueurs développent leurs propres villes en construisant des bâtiments économiques et militaires, en lançant des recherches à l'Université dans la Capitale et par la création d’une armée puissante.                     |
| MedCorps          | 2016 | iOS                                                         | Stratégie, Simulation     | Le joueur doit contrôler une équipe des spécialistes, lutter contre les maladies, faire grandir son organisation et sauver le monde des virus dangereux.                                                                      |
| Kingdoms Online   | 2017 | iOS, Android                                                | MMORTS                    | Une version mobile adaptée du jeu Imperia online pour les pays de langue arabe de la région MENA |

## Formation et éducation
En 2013 Imperia Online JSC a fondé la première école gratuite pour des développeurs de jeu en Bulgarie. L'école a été appelée Imperial Training Camp et a préparé au cours de sa première saison 40 passionnés des domaines professionnels PHP / MySQL et Java / Android. 20 parmi d’eux ont été embauchés par Imperia Online JSC et les autres ont été recommandés à des autres sociétés de logiciels.
En 2014, la deuxième saison du camp d'entraînement d'IO a suscité un intérêt encore plus grand. Cette fois-ci, il y avait 80 étudiants répartis en 4 groupes de 20: 62 diplômés, dont 30 embauchés par Imperia Online JSC.
Pour la troisième saison, une autre entreprise a rejoint Imperia Online JSC – Trader.bg – et le nom de l'école a été changé à IT Talents Training Camp. À ce moment-là, les participants suivent quelques courses – PHP/MySQL, Java/Android, JavaScript, Objective-C/iOS et Java SE/ Java EE. La troisième saison s'est bien terminée en Janvier 2015 et la plupart des participants ont été embauchés.
Chaque année plus de 180 cadets terminent leurs études avec succès. IT Training Camp est déjà en partenariat avec plus de 80 entreprises de l’industrie informatique. On reçoit plus de 2 000 applications chaque saison parmi lesquelles environ 200 candidats les plus motivés sont autorisés à s'inscrire aux cours intensifs d'une duration de cinq mois. IT Talents devient une ONG en 2016. En novembre 2017, la municipalité de Burgas organise un programme d’une durée de 5 mois en coopération avec IT Talents. La formation est complètement gratuite.

## Sous-traitance
En Mai 2015 Imperia Online JSC a fondé une entreprise privée de sous-traitance informatique appelée Imperia Mobile Ltd. Jusqu’à la fin de l’année la nouvelle unité dirigée par Radoslav Gaydarski avait déjà réalisé avec succès plus de 10 grands projets. L'entreprise offre une gamme complète de services pour accomplir un projet technique en comptant sur la capacité de plus de 165 développeurs professionnels, dessinateurs, artistes, spécialistes de l'assurance de la qualité et spécialistes en marketing. En janvier 2017 un procès d’une création d'une nouvelle image a débuté. Ce procès a prix fin en avril 2017 par le changement du nom de l’entreprise à Upnetix. Upnetix a plus de 50 projets réalisés et savoir-faire en plus de 10 industries. En septembre 2018 l’entreprise a été acquis par l’une des sociétés leaders de l’industrie en Bulgarie – ScaleFocus.